# 劍橋護老院
劍橋護老院是一家香港已經結束營業的連鎖護老院，曾被揭發虐待老人，引起香港社會對香港安老院問題及長者長期護理政策問題的關注。

## 事件

### 2015年被揭發在露天地方脫光長者衣服
於2015年5月，大埔運頭街劍橋護老院被揭發有職員在露天地方脫光長者衣服、輪候洗澡。其後立法會議員范國威等約10名新民主同盟成員，要求警方調查事件。
至同年6月，社會褔利署正式拒絕其於大埔運頭街20至26號二樓及三樓續牌的續期申請，但院舍地下和1樓屬於另一牌照。

### 2015年選舉捲入種票疑雲
於2015年香港區議會選舉，有當選區議員到訪深水埗福榮街劍橋護老院，發現93名登記選民，逾半缺乏認知能力，更有被登記長者雙手嚴重殘疾，疑被冒簽填寫選民登記。

### 2016年被揭發疑院友被惡意塞異物
一名曾經入住觀塘劍橋護老院的60歲智障男病人，因肺部感染不治，醫院其後在病人肛門發現紗布、棉花及疑似尿片膠貼，家屬疑病人被惡意塞異物洩憤。及後，劍橋護老院發聲明指事主左手強而有力且有撕尿片習慣，又指於去年7月4日收到聯合醫院通知，指事主在住院期間做過腸道手術。但家人則反駁，死者半身不遂，手腳乏力，亦不能自行轉身，根本無法反抗，只能任人魚肉。聯合醫院亦回應表示，院方翻查病歷紀錄，證實事主於去年沒有在該院做過任何手術。

## 資料來源
1. ↑  .   [2020-05-18].
2. ↑  .   [2020-05-18]. （原始内容存档于2019-08-17）.
3. ↑  .   [2020-05-19]. （原始内容存档于2022-03-09）.
4. ↑  .   [2020-05-18]. （原始内容存档于2019-08-17）.